# Colegio Mayor Universitario Santo Tomás de Aquino
El Colegio Mayor Santo Tomás de Aquino, también conocido como Colegio Mayor Aquinas, es un colegio mayor mixto de la Orden de Predicadores adscrito a la Universidad Complutense de Madrid. Está situado en la Ciudad Universitaria de Madrid (distrito de Moncloa-Aravaca), junto a la Dehesa de la Villa. 

## Historia
El Colegio Mayor Santo Tomás de Aquino Aqvinas inició sus actividades en el curso 1951-1952 en el Convento de Nuestra señora de Atocha. En marzo de 1953 comenzaron los trabajos de construcción de las instalaciones actuales, en la Ciudad Universitaria de Madrid.

## Instalaciones
El edificio, de los arquitectos José María García de Paredes y Rafael de La-Hoz Arderius fue premio Nacional de Arquitectura de España de 1956.
Cuenta con 175 habitaciones individuales, pista polideportiva, frontón, campo de fútbol, 2 pistas de pádel, piscina y gimnasio.